# Степное (Амвросиевский район)
Степно́е (укр. Степне) — посёлок в Амвросиевском районе Донецкой области Украины. Находится под контролем Донецкой Народной Республики.

## География
К югу и востоку от села проходит граница между Украиной и Россией.
Соседние населённые пункты: Харьковское, Квашино, Лисичье, Выселки, Петропавловка, Василевка, Авило-Успенка.

## Население
Население по переписи 2001 года составляло 45 человек.